# Иво Куртовић
Иво Куртовић (Супетар на Брачу, 1910 — Београд, 1972) био је архитекта, редовни професор Архитектонског факултета у Београду, један од најзначајнијих архитеката у СФР Југославији.

## Биографија
Пореклом је Хрват — оточанин. Већи део свога живота провео је радећи у Београду, али је задржао свој карактеристичан нагласак.
Брачанин Иво Куртовић је архитекта који је након студија у Загребу и завршетка студија у Београду остварио многа велика остварења од којих се истичу пројекти за Збирку Павла Бељанског у Новом Саду зграду Спољнотрговинске коморе у Кнез-Михајловој улици, зграду Нове библиотеке обе у Београду коју је и извео и завршио у потпуности по својим пројектима од идејног до пројеката ентеријера непосредно пре своје смрти.
Функционални склоп зграде библиотеке, која је вероватно његово највеће дело, је постављен са намером да задовољи основне принципе добро организоване зграде библиотеке: јасну одељеност основних функционалних група и брзи транспорт библиотечког материјала до корисника. Пошто је завршио идејни пројекат за зграду библиотеке Иво Куртовић је обишао све велике библиотеке у свету. У решењу су уочљиве су три основне групе: складишта, читалачки део и радни тракт. Објекат је фунционално, структурно и ликовно рашчлањем на два основна волумена спојена везним делом и у оквиру модуларно рашчлањене љуштуре формиран је живи и флексибилни простор за развијање сваке од функција. Зграда Народне библиотеке је незаобилазан објекат у Београду због значаја институције за културу и због смирености, ритма и мере којима се одликује архитектонско решење, доносећи одјек традиције у себи.
Својим делима дао је велики допринос развоју архитектуре и архитектонске мисли 20. века и сматрао је и увек наглашавао да архитектура није наука, нити уметност по свим дилемама да ли се архитектура сматра науком или је она уметност већ је једноставно архитектура.
У младости Куртовић се успешно бавио кошарком, а играо је и стони тенис.